# Huernia keniensis
Huernia keniensis är en oleanderväxtart som beskrevs av R. E. Fries. Huernia keniensis ingår i släktet Huernia och familjen oleanderväxter.

## Underarter
Arten delas in i följande underarter:
- H. k. globosa
- H. k. grandiflora
- H. k. molonyae
- H. k. nairobiensis